# Dogue brasileiro
Dogue brasileiro är en hundras från Brasilien. Den är en vakthund av molossertyp. Rasen uppstod 1978 som en okynneskorsning mellan en boxer och bullterrier i Rio Grande do Sul. Rasen är inte erkänd av Fédération Cynologique Internationale (FCI) men är nationell erkänd av den brasilianska kennelklubben Confederação Brasileira de Cinofilia (CBC).